# Fuentesaúco
Fuentesaúco – gmina w Hiszpanii, w prowincji Zamora, w Kastylii i León, o powierzchni 67,85 km². W 2011 roku gmina liczyła 1918 mieszkańców.